# Versainville
Versainville ist eine französische Gemeinde mit 508 Einwohnern (Stand: 1. Januar 2022) im Département Calvados in der Region Normandie. Sie gehört zum Arrondissement Caen und zum Kanton Falaise. Die Einwohner werden Versainvillais genannt.

## Geografie
Versainville liegt etwa 32 Kilometer südsüdöstlich von Caen. Umgeben wird Versainville von den Nachbargemeinden Épaney im Norden und Nordosten, Damblainville im Osten, Eraines im Südosten und Süden, Falaise im Südwesten und Westen, Aubigny im Westen sowie Saint-Pierre-Canivet im Westen und Nordwesten.

## Bevölkerungsentwicklung
| Jahr                       | 1962 | 1968 | 1975 | 1982 | 1990 | 1999 | 2006 | 2013 | 2019 |
| Einwohner                  | 298  | 274  | 247  | 274  | 328  | 389  | 401  | 420  | 500  |
| Quellen: Cassini und INSEE |      |      |      |      |      |      |      |      |      |

## Sehenswürdigkeiten
- Kirche Saint-Pierre aus dem 15. Jahrhundert
- Schloss Versainville mit Park aus dem 18. Jahrhundert, Monument historique

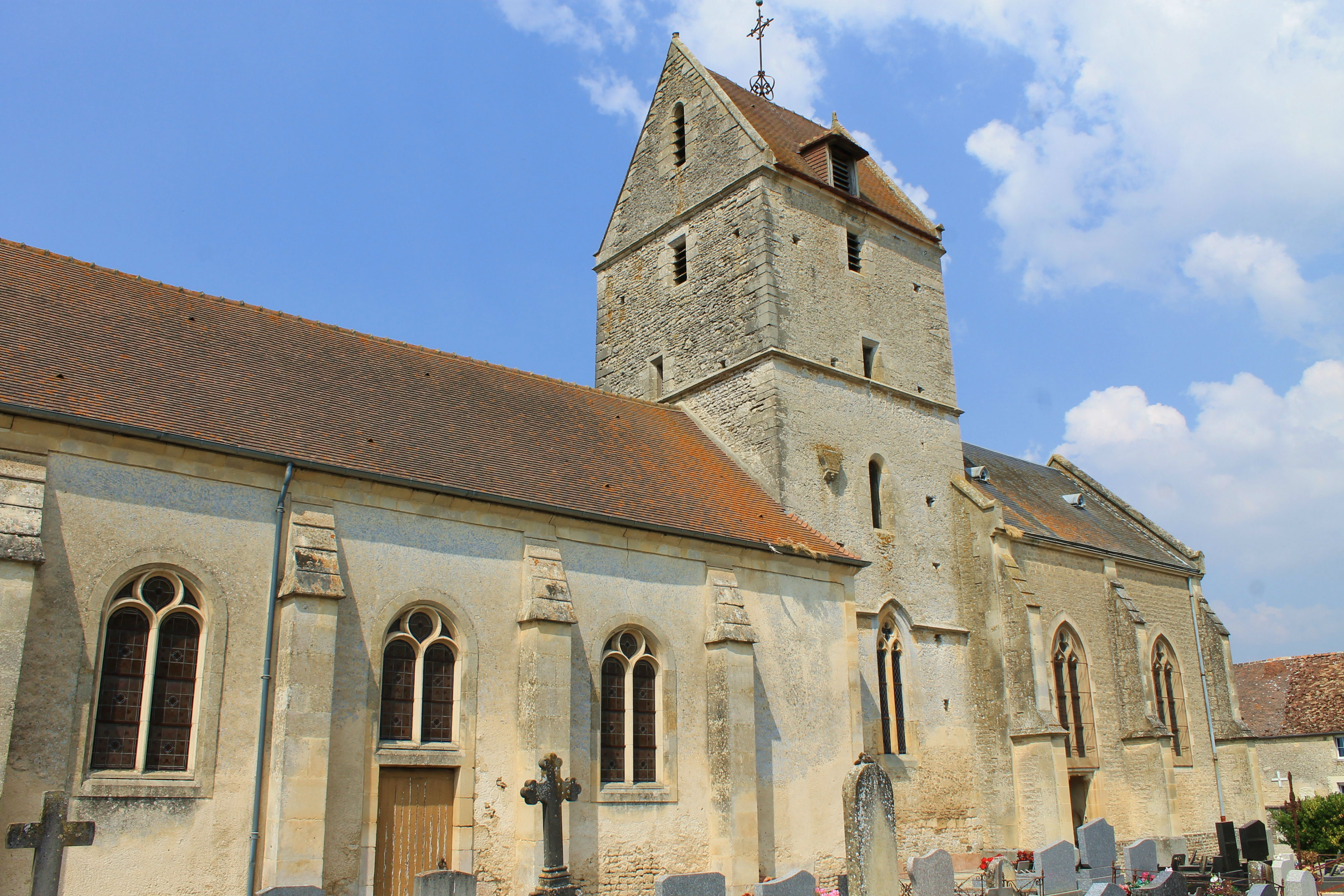
Kirche Saint-Pierre
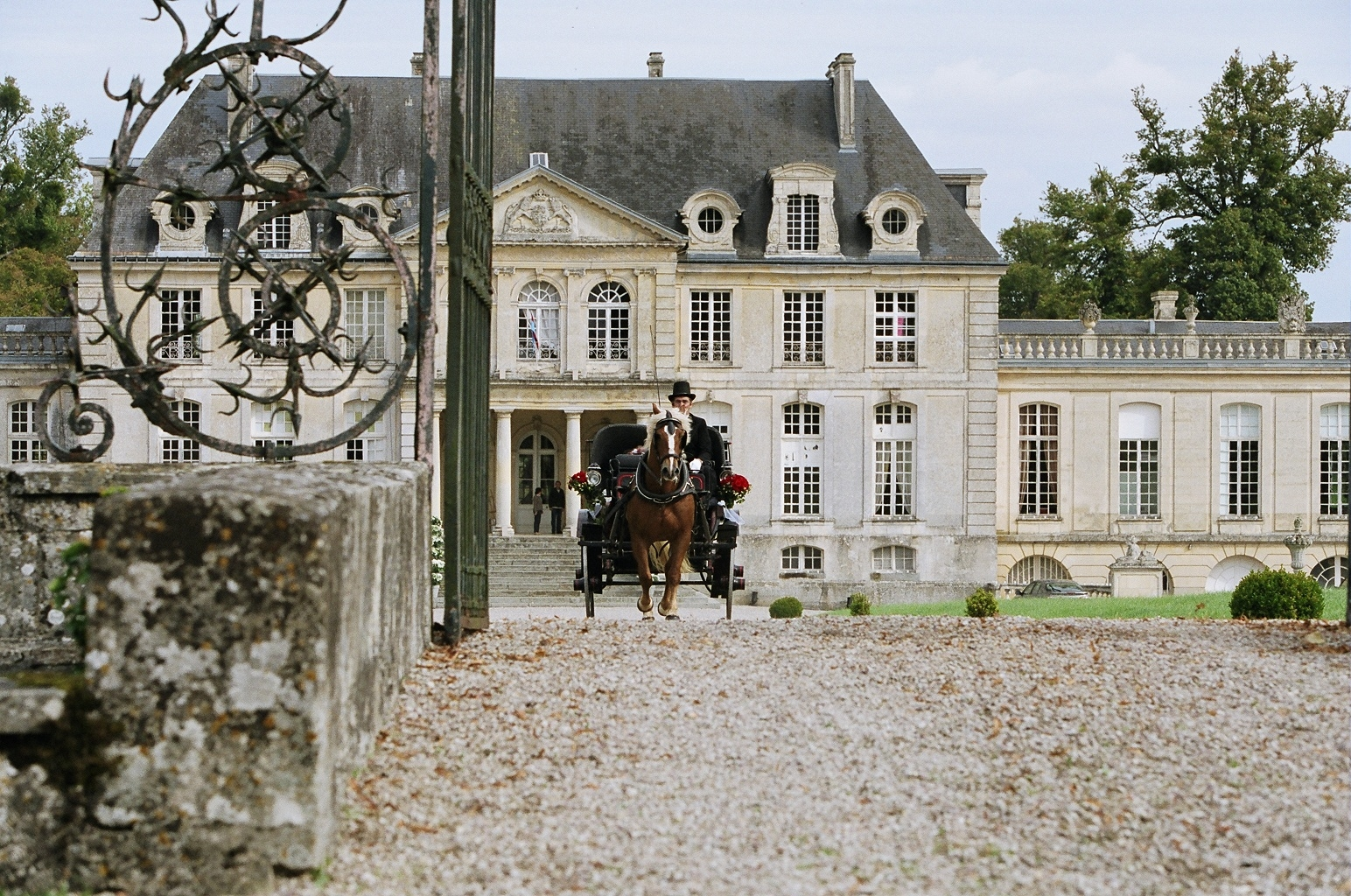
Schloss Versainville